# Adrienne Lecouvreur
Pour les articles homonymes, voir Adrienne Lecouvreur (homonymie).
Adrienne Lecouvreur est une comédienne française née le 5 avril 1692 à Damery, près d'Épernay (Marne), et morte le 20 mars 1730 à Paris.

## Biographie
Fille d'une blanchisseuse et d'un ouvrier chapelier - Robert Couvreur, homme violent et alcoolique - Adrienne Couvreur grandit à Fismes où son père exerce, avant de s'installer avec lui à Paris, dans le voisinage de la Comédie-Française. Après avoir été confiée aux Filles de l'instruction chrétienne, elle intègre une petite troupe de comédiens. Elle séduit un officier de la garnison, Philippe Le Roy, avec qui elle a une petite fille, Élisabeth-Adrienne, baptisée le 3 septembre 1710. Elle entretient ensuite une liaison avec François-Joseph de Klinglin, fils du plus haut magistrat de Strasbourg, et futur préteur royal, dont elle aura une fille, Françoise Catherine Ursule. 
Adrienne se fait remarquer à ses débuts à la cour de l'hôtel de Sourdéac, rue Garancière à Paris. C'est à cette occasion que le doyen de la Comédie-Française, Le Grand, s'entiche d'elle, lui donne des cours de diction et ajoute un article à son patronyme (Lecouvreur). Elle entre dans la troupe de la Comédie-Française et y joue pour la première fois dans Mithridate de Jean Racine le 14 mars 1717. Elle veut jouer Célimène dans Le Misanthrope mais doit y renoncer, le public refusant de la voir dans un rôle de comédie tant elle excelle dans la tragédie. Elle innove dans ce domaine en renonçant à la diction chantante traditionnelle et adopte une déclamation « simple, noble et naturelle ».
Elle enchaîne les amants : elle entretient ainsi des liaisons amoureuses avec le maréchal de Saxe (ce qui lui vaut la haine fatale de sa rivale, la duchesse de Bouillon, épouse d'Emmanuel-Théodose de La Tour d'Auvergne), Voltaire dont elle interprète plusieurs tragédies, ou encore le chanteur Denis-François Tribou.
En 1730, sa santé se délabre ; elle s'évanouit pendant une représentation. Elle fait encore l'effort d'interpréter Jocaste dans l'Œdipe de Voltaire, mais meurt peu après. Le bruit court qu'elle a été empoisonnée à l'instigation de la duchesse de Bouillon. Voltaire demande une autopsie, dont les résultats ne sont pas concluants. Les comédiens étant frappés d'excommunication, l'Église lui refuse un enterrement chrétien. Elle est donc enterrée à la sauvette par des amis du maréchal de Saxe et de Voltaire, dans le marais de la Grenouillère (actuel Champ-de-Mars). Voltaire, scandalisé, exprime son indignation dans le poème La Mort de Mlle Lecouvreur :
Et dans un champ profane on jette à l'aventure

De ce corps si chéri les restes immortels !

Dieux ! Pourquoi mon pays n'est-il plus la patrie

Et de la gloire et des talents ?
L'une de ses filles épousa le musicien François Francœur (1698-1787)[réf. nécessaire].

## Postérité

### Littérature
- Dans Louis XV et sa cour, Alexandre Dumas raconte l'affaire de la duchesse de Bouillon et d'Adrienne Lecouvreur.
- Dans Candide ou l'Optimisme, Voltaire fait référence à l'enterrement d'Adrienne Lecouvreur (sous le nom de « mademoiselle Monime »).
- Dans Le Mythe de Sisyphe, Albert Camus fait référence à Adrienne Lecouvreur lorsqu'il évoque l'exemple du comédien comme « homme absurde ». Après avoir expliqué que le comédien, par la multiplication des destins joués grâce à son art, par l'exagération des sentiments et l'importance du temps présent, incarne l'absurdité, Camus rappelle que c'est pour cela que l’Église condamnait les comédiens qui niaient ainsi « tout ce qu'elle enseigne ». C'est alors qu'il évoque Adrienne Lecouvreur qui « sur son lit de mort, voulut bien se confesser et communier, mais refusa d'abjurer sa profession »[6].

### Gravure

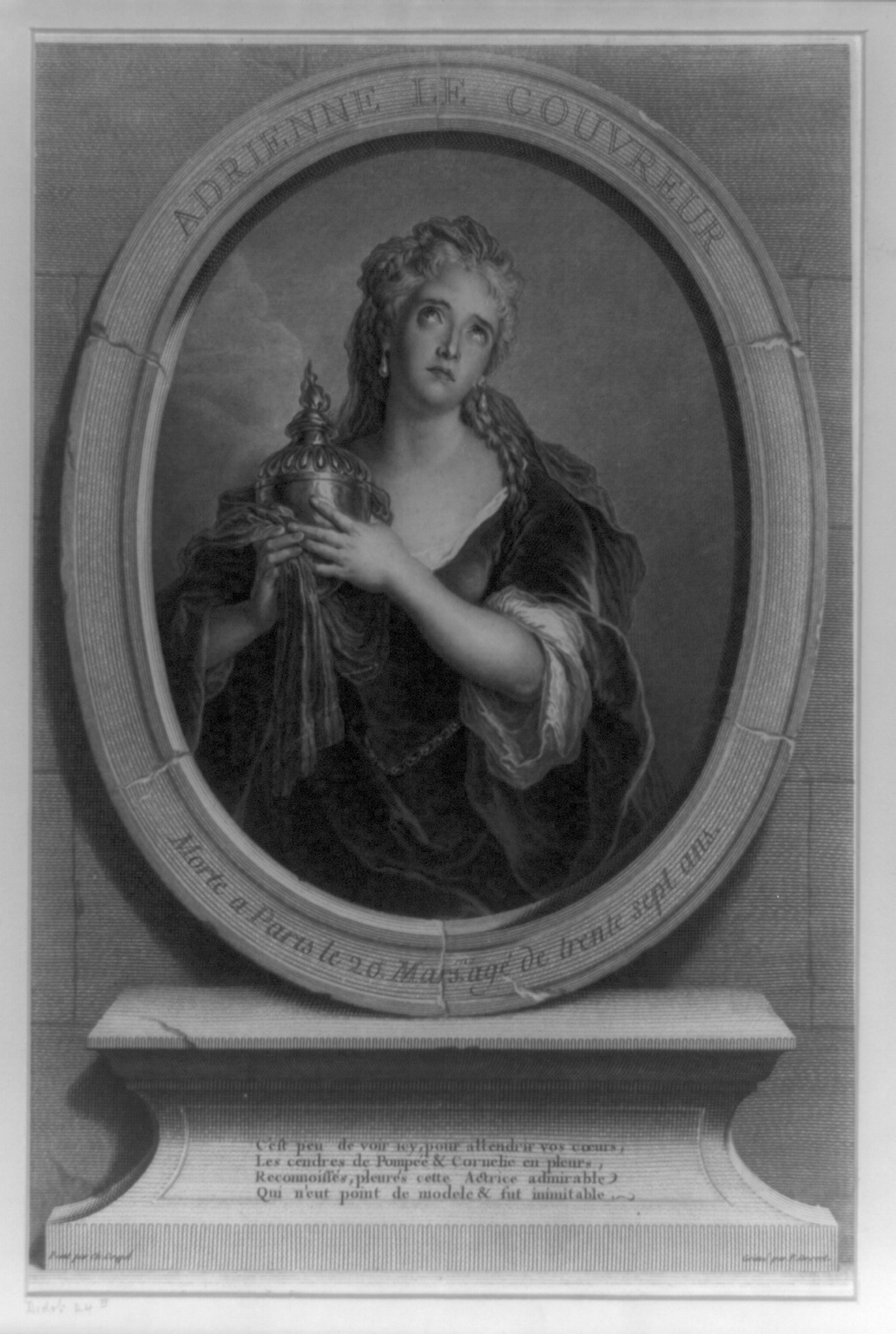
Adrienne Lecouvreur par Drevet d'après Coypel.

- Le Fogg Art Museum de Cambridge (Massachusetts) conserve un portrait d'Adrienne Lecrouvreur gravé par Eugène Leguay d'après Charles Antoine Coypel[7].
- Pierre Imbert Drevet a également gravé le tableau de Charles Antoine Coypel représentant Adrienne Lecouvreur dans le rôle de Cornelia de la tragédie de Corneille, La Mort de Pompée vers 1730.

### Théâtre
La fin tragique d'Adrienne Lecouvreur a inspiré à Eugène Scribe et Ernest Legouvé une comédie-drame en cinq actes, Adrienne Lecouvreur, créée le 14 avril 1849 au théâtre de la République.

### Musique
- 1902 : Adriana Lecouvreur, opéra de Francesco Cilea, d'après la pièce de Scribe et Legouvé ;
- 1926 : Adrienne, opérette de Walter Wilhelm Goetze, d'après la pièce de Scribe et Legouvé.

### Cinéma
- 1913 : Adrienne Lecouvreur, film muet français de Henri Desfontaines et Louis Mercanton avec Sarah Bernhardt ;
- 1919 : Adriana Lecouvreur, film muet italien d'Ugo Falena, d'après Scribe et Legouvé, avec Rina Calabria ;
- 1928 : Cœur de tzigane (Dream of Love), film américain de Fred Niblo avec Joan Crawford ;
- 1938 : Adrienne Lecouvreur, film français de Marcel L'Herbier avec Yvonne Printemps ;
- 1955 : Adriana Lecouvreur, film italien de Guido Salvini d'après l'opéra de Cilea, avec Valentina Cortese.

### Télévision
- 1978 : Voltaire, ce diable d'homme, mini-série télévisée française de Marcel Camus avec Nicole Garcia
- 2021 : Les Aventures du jeune Voltaire, mini-série télévisée française de Georges-Marc Benamou avec Christa Theret

## Hommages
Le souvenir d'Adrienne Lecouvreur est perpétué par une allée du 7e arrondissement de Paris, une rue du Havre et une avenue de Maisons-Laffitte.

### Correspondance
- Georges Monval (dir.), Lettres d'Adrienne Le Couvreur, Paris, Plon, 1892
- Lettres d'Adrienne Le Couvreur, Plon, 1992 (OCLC 83648339) ; réédition Bibliobazaar, 2009